# Belagerung von Akkon (1831–1832)
Akkon – Homs – Bilan – Konya
Die Belagerung von Akkon vom 27. November 1831 bis zum 27. Mai 1832 war eine der wichtigsten Auseinandersetzungen im Ersten Ägyptisch-Osmanischen Krieg, in dem der osmanische Gouverneur von Ägypten, Muhammad Ali Pascha, nach Syrien einfiel und es für zehn Jahre unter seine Kontrolle brachte. Nach sechsmonatiger Belagerung und hartnäckiger Verteidigung der zahlenmäßig weit unterlegenen Mannschaft unter Abdullah Pascha innerhalb der Stadtmauern fiel Akkon in die Hände Muhammad Alis, der damit eins der größten Hindernisse auf dem Weg durch Syrien aus dem Weg räumen konnte.

## Vorgeschichte
Muhammad Ali Pascha, der Ägypten relativ unabhängig vom osmanischen Sultan als Gouverneur regierte, hatte schon seit mindestens 1811 aus verschiedenen, vor allem ökonomischen Gründen im Sinn, Syrien in sein Teilreich zu integrieren. Im Oktober 1831 beauftragte er deswegen seinen Sohn Ibrahim Pascha, der sich als Heerführer schon in mehreren Konflikten ausgezeichnet hatte, einen Feldzug in die Levante zu unternehmen. Das gesamte Gebiet unterstand, wie auch Ägypten selbst, offiziell dem Sultan des osmanischen Reiches, Mahmud II., und wurde durch mehrere Paschas verwaltet. Zuerst wurde ein Heer unter der Führung Ibrahim Pascha Sagirs, des Neffen Muhammad Alis, auf dem Landweg nach Gaza und Jaffa geschickt, wo es mit den restlichen Streitkräften zusammentraf, die über den Seeweg von Alexandria gekommen waren. Wie diese Städte konnten auch Jerusalem, Nablus, Haifa und andere Städte durch die dann 30.000–40.000 Mann zählenden Armee fast kampflos erobert werden. Haifa wurde als militärischer Stützpunkt eingerichtet, von wo aus das Heer nach Norden Richtung Akkon zog, der ersten widerstandswilligen Stadt auf dem Feldzug Ibrahim Paschas. Die höchsten Generale der vereinigten Armee waren Ibrahim Pascha, Ibrahim Pascha Sagir, Süleiman Pascha und Abbas Pascha.

## Verlauf der Belagerung

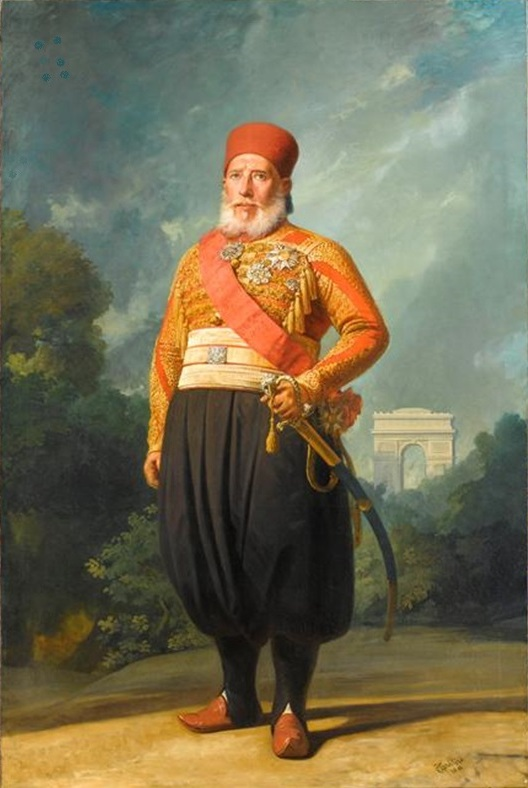
Ibrahim Pascha

Abdullah Pascha, der Gouverneur von Akkon, war mit seinen 2500 Soldaten der herannahenden ägyptischen Streitmacht bei weitem unterlegen und zog sich daher hinter die gut befestigten Mauern der Stadt Akkon zurück. Am 26. November erreichten die ägyptischen Truppen Akkon und fingen am darauffolgenden Tag die Belagerung an. Das Angebot, alle Frauen und Kinder unversehrt aus der Stadt gehen zu lassen, lehnte Abdullah ab. Alle Verhandlungen von Abdullahs Seite, um die Belagerung zu beenden, stellten sich als nutzlos heraus, auch nachdem er den britischen Konsul William Perry Farren als Mediator gewonnen hatte, und genauso verhielt es sich mit den Verhandlungen zwischen Sultan Mahmud II. und Muhammad Ali. Ibrahim Paschas Armee war so stark, dass sie auch einen Angriff von anderen osmanischen Paschas aus dem Norden nicht allzu sehr fürchten musste. Das verstärkte sich noch, als er mit Hilfe von Drohbriefen seines Vaters im Januar den Anführer der Drusen im Libanon, Emir Baschir, der bis dahin neutral geblieben war, zwingen konnte, auf seine Seite zu kommen.
Schon während die Belagerung in vollem Gange war, sandte Ibrahim Pascha eine Abteilung von 4000 Drusen unter der Führung Emir Halils, des Sohnes Emir Baschirs, weiter nach Norden, und bis zum Ende des Jahres 1831 hatten seine Truppen schon alle libanesischen Hafenstädte wie Tyrus, Sidon und Tripolis eingenommen.
Die Belagerung stellte sich aber als nicht leicht heraus. Die Truppen Abdullah Paschas hatten Vorräte für ein Jahr und machten es den Angreifern schwer, zur Stadt durchzudringen. Verschiedene Versuche, die Stadt zu erstürmen, schlugen fehl, so etwa am 9. Dezember 1831, als gleichzeitig die Flotte von der Seeseite aus angriff und das Heer von der Landseite. Die Flotte wurde so stark beschädigt, dass sie nach Alexandria zurückkehren musste, um repariert zu werden, und am 9. Januar 1832, als sie ohne Unterstützung von der Landseite wieder angriff, litt sie noch einmal großen Schaden. Einen Tag vorher hatte Ibrahim kundgeben lassen, er habe einen Ferman vom Sultan erhalten, der Muhammad Ali den Paschalik von Akkon zusagte, wodurch jeder weitere Widerstand Abdullah Paschas als Rebellion angesehen werden würde. Dieser vermutete wohl, dass es sich um eine Fälschung handelte und gab nicht auf. Als Muhammad Ali noch im selben Monat Verstärkungstruppen sandte, ließ Abdullah sich zum ersten Mal auf Verhandlungen ein, brach sie aber sogleich wieder ab, als er vom Sultan das briefliche Versprechen auf Unterstützung erhielt.
Der Augenzeuge Mikhail Mishaqa beschrieb einen Vorfall, an dem sechshundert Männer aus Nablus durch die ägyptischen Linien brachen, dort Waffen stahlen und nach Akkon hineinkamen, um Abdullah Pascha zu unterstützen. Er beschreibt sie als sehr enthusiastische Männer, die jeden Abend Loblieder auf Abdullah Pascha sangen.
Am 9. März führte Ibrahim Pascha einen weiteren erfolglosen Ansturm auf die Stadt durch. Zur gleichen Zeit sammelte der Sultan Truppen in Arabien unter der Führung von Mehmed Pascha und Osman Pascha, die gegen Ibrahim vorrücken sollten. Sie drohten Tripolis einzunehmen, wonach Ibrahim Pascha sich am 27. März 1832 mit dem Großteil seiner Truppen in diese Gegend im Norden des Libanon begab und nur etwa 5000 Infanteristen bei Akkon zurückließ. Schon nach kurzer Zeit hatte er Osman Pascha vorerst zurückgeschlagen und kam nach Akkon zurück. Am 27. Mai machte er noch einen starken Ansturm auf die Stadt, begleitet von Bombardement der Artillerie, dem die Verteidiger nicht standhielten. Eine vom Mufti und Imam der Stadt geführte Delegation bat Ibrahim Pascha um Gnade. Abdullah Pascha, seinem Harem und den Offizieren wurde nichts angetan und ihre Sicherheit wurde garantiert, der Pascha wurde als Kriegsgefangener nach Ägypten transportiert. Abdullah Pascha wurde ungeachtet seiner Rivalität zu Muhammad Ali in Alexandria schnell rehabilitiert, bekam einen Dolch geschenkt und durfte in einem von Muhammad Ali zugewiesenen Schloss wohnen. Obwohl Ibrahim Pascha seinen Soldaten im ganzen Feldzug in Syrien verboten hatte, eingenommene Städte zu plündern, gibt es Berichte davon, dass sie Akkon ausplünderten.

## Reaktionen auf die Belagerung
Nachdem der Ansturm auf Akkon am 9. März erfolglos geblieben war, wurden in Kairo und Alexandria Stimmen gegen die Regierung Muhammad Alis laut. Der Gouverneur ging dagegen entschieden vor, ließ noch im März drei Türken köpfen und ihre Körper in Kairo ausstellen mit der Aufschrift: „Dies ist das Schicksal, das diejenigen erwartet, die ihre Zungen nicht hüten können.“ Am 7. April kamen noch zwei Körper hinzu, denen er die Aufschrift geben ließ: „Das ist die Strafe für diejenigen, die im Geheimen gegen die Regierung sprechen.“ Auch die Paschas von Damaskus und Aleppo machten sich Ibrahims Misserfolg am Anfang des Jahres 1832 zunutze und sandten Boten nach Jerusalem und Nablus, um Gerüchte zu streuen, der Sultan würde die Sendung einer großen Armee und die Ausrufung des Dschihad gegen Ibrahim Pascha vorbereiten, woraufhin die Ehrbarkeit von Jerusalem die Autorität des Paschas untergrub und seine Gesetze missachtete.

## Folgen
Nachdem die Misserfolge der Belagerung sowohl in Ägypten als auch im restlichen Osmanischen Reich Zweifel daran erheben ließen, ob Ibrahim Paschas Feldzug erfolgreich sein würde, war der Sieg über Akkon im Mai 1832 ein Durchbruch, nach dem noch mehr bis dahin neutrale Syrer sich auf die Seite Muhammad Alis stellten. Außerdem wurden viele bis zu diesem Zeitpunkt in Akkon gebundene Truppen durch den Sieg in der Belagerung für einen Weitermarsch nach Norden frei, wo der Sultan bemüht war, immer neue Heere gegen den vordringenden Ägypter zu senden.
Weil Haifa während der Belagerung Akkons der Ausgangspunkt der ägyptischen Truppen war und auch danach während der ganzen ägyptischen Herrschaft über Syrien noch ein wichtiger Stützpunkt blieb, erfuhr die Stadt in den 1830er Jahren einen großen Aufschwung. Erstmals ließen sich die Konsuln aus Großbritannien, Frankreich, Österreich, Dänemark und Sardinien in der Stadt nieder, die zuvor ihre Konsulate in Akkon hatten. Deswegen florierte die Stadt auch ökonomisch und löste Akkon als international wichtige Stadt der Region ab.